# Cyrestis fruhstorferi
Cyrestis fruhstorferi är en fjärilsart som beskrevs av Johannes Karl Max Röber 1896. Cyrestis fruhstorferi ingår i släktet Cyrestis och familjen praktfjärilar. Inga underarter finns listade i Catalogue of Life.